# Бер, Йозеф
Франц Йозеф Бер (нем. Franz Joseph Bähr; 19 февраля 1770 ― 7 августа 1819, Вена) ― австрийский кларнетист.
В 1787―1794 годах служил в придворной капелле князя Эрнста Эттинген-Валлерштайнского, затем совершенствовался у Филиппа Майснера в Вюрцбурге. Выступал как солист в Потсдаме и Людвигслюсте, в 1796 играл в Вене в сопровождении Фридриха Витта. Через год Бер поступил на службу в оркестр графа Иоганна Йозефа Лихтенштайна. Близким другом семьи Лихтенштайнов был Бетховен, и, предположительно, партии кларнета в сочинениях композитора 1796―1802 годов написаны специально для Бера.
Йозефа Бера из-за сходства имён часто путают с Иоганном Йозефом Бером. Оба кларнетиста стали известны в одно время и концертировали в одних и тех же городах, однако Бэр имел больший успех.